# 埃勒利姆
埃勒利姆（Elelim）是印度尼西亚巴布亚省的一个城镇，是雅利摩县的行政中心。2010年统计，埃勒利姆区（印尼语：Distrik Elelim）共有5,946人。城镇有一座小机场，有公路连接瓦梅纳。

## 资料来源
1. ↑  Biro Pusat Statistik, Jakarta, 2011.